# Хаскейр

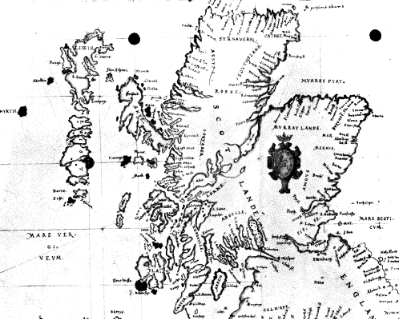
Carte of Scotlande (1580), показывающая Hyrth (Хирта в архипелаге Сент-Килда) и Skaldar (Хаскейр)

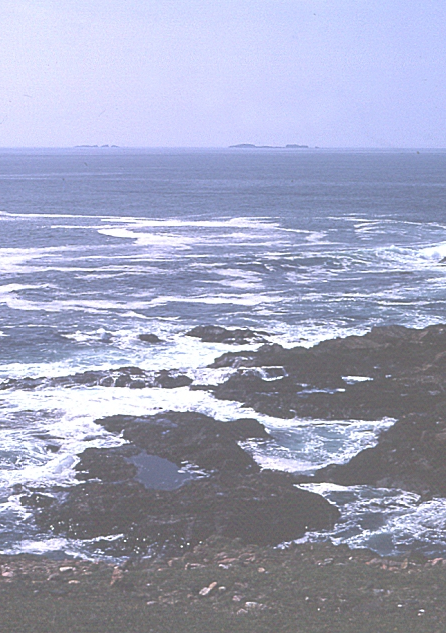
Хаскир (справа) и скалы Хаскир-Эгах на горизонте

Ха́скейр (гэльск. Eilean Hasgeir) — удаленный и необитаемый остров в архипелаге Внешние Гебриды. Расположен в 13 км к северо-западу от Норт-Уиста, в 40 км, далее на западе — Сент-Килда, в 1 км на юго-запад лежат скалы Хаскерь-Эгах (5 скал).
Название происходит, возможно, от старонорвежского Skilðar или Skilðir (т.е. щит). Остров Skildar упомянут на карте Николаса де Николая 1583 г. Различные версии предполагают происхождение названия архипелага Сент-Килда от этого острова. На острове сохранились остатки убежища, построенного, предположительно, моряками с близлежащих островов Монах. В 1997 г. был сооружен маяк. На острове нет естественных укрытий или стоянок, доступ затруднен даже в спокойную погоду. Хаскир сложен гнейсами, как и весь архипелаг Внешние Гебриды. На острове есть несколько естественных арок, на северном конце находится утес, названный Замковым. У северной и южной оконечности острова расположено несколько скал. 